# Mitologia finlandese

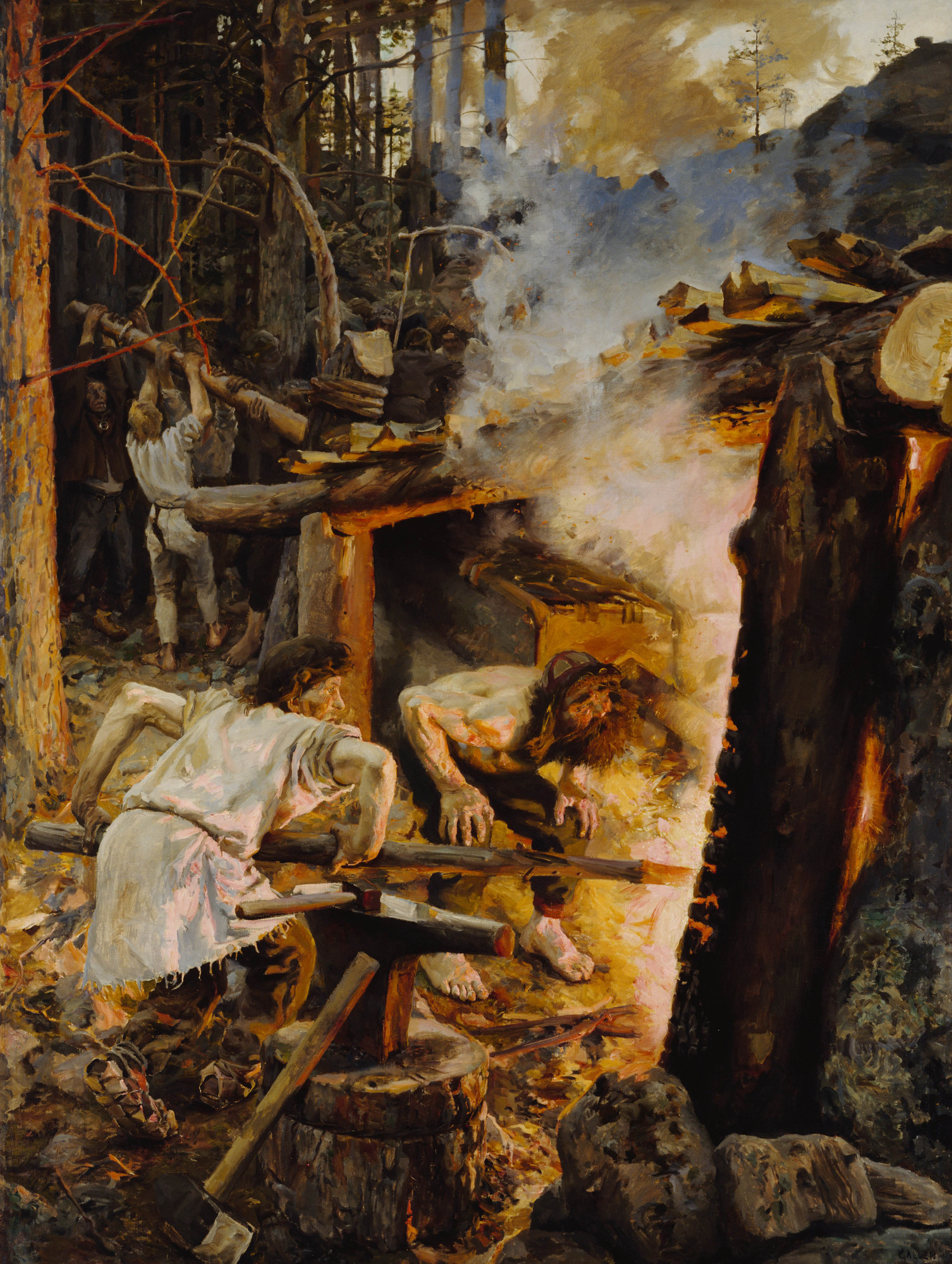
Opera di Akseli Gallen-Kallela raffigurante il fabbro Ilmarinen che forgia il magico Sanmpo, dono per la vecchia Loucha in cambio della mano della figlia

La mitologia finlandese è un sistema di miti e di leggende sviluppatosi in Finlandia, che presenta diversi punti di similitudine con altre mitologie finniche, tra cui la vicina mitologia estone e con quelle di loro vicini di ceppo diverso, i Balti e gli Scandinavi.
Diversa è la mitologia lappone.
La mitologia finlandese sopravvisse attraverso una tradizione orale fino al XVIII secolo. Il corpus della mitologia finlandese è stato raccolto nel XIX secolo dal filologo Elias Lönnrot.
Anche se la graduale influenza delle culture enoteistiche circostanti fece man mano assurgere la figura del dio del cielo a dio padre, in origine il dio "Ukko" (vecchio uomo) era solamente uno spirito della natura, come tutti gli altri. L'animale più sacro, il cui vero nome non era mai pronunciato, era l'orso, che era visto come incarnazione delle anime degli antenati, e per questa ragione era chiamato con molti nomi: mesikämmen ("palma di nettare"), otso ("fronte larga"), "kontio" ("abitante delle terre").
La prima menzione storica delle credenze dei finlandesi è contenuta nell'introduzione alla traduzione in finlandese del Nuovo Testamento (in lingua finlandese Se Wsi Testamenti) ad opera del vescovo Mikael Agricola nel 1548. In un altro poemetto, lo stesso vescovo descriveva molti degli dèi e degli spiriti della Tavastia e della Carelia. Studi più approfonditi sulla mitologia finlandese vennero compiuti solo a partire dal XVIII secolo, ad opera dell'etnologista Lars Leevi Laestadius prima, e successivamente nel XIX secolo, quando Elias Lönnrot raccolse il maggior numero di informazioni possibili su questa cultura, e compilò il Kalevala, il poema nazionale finlandese.

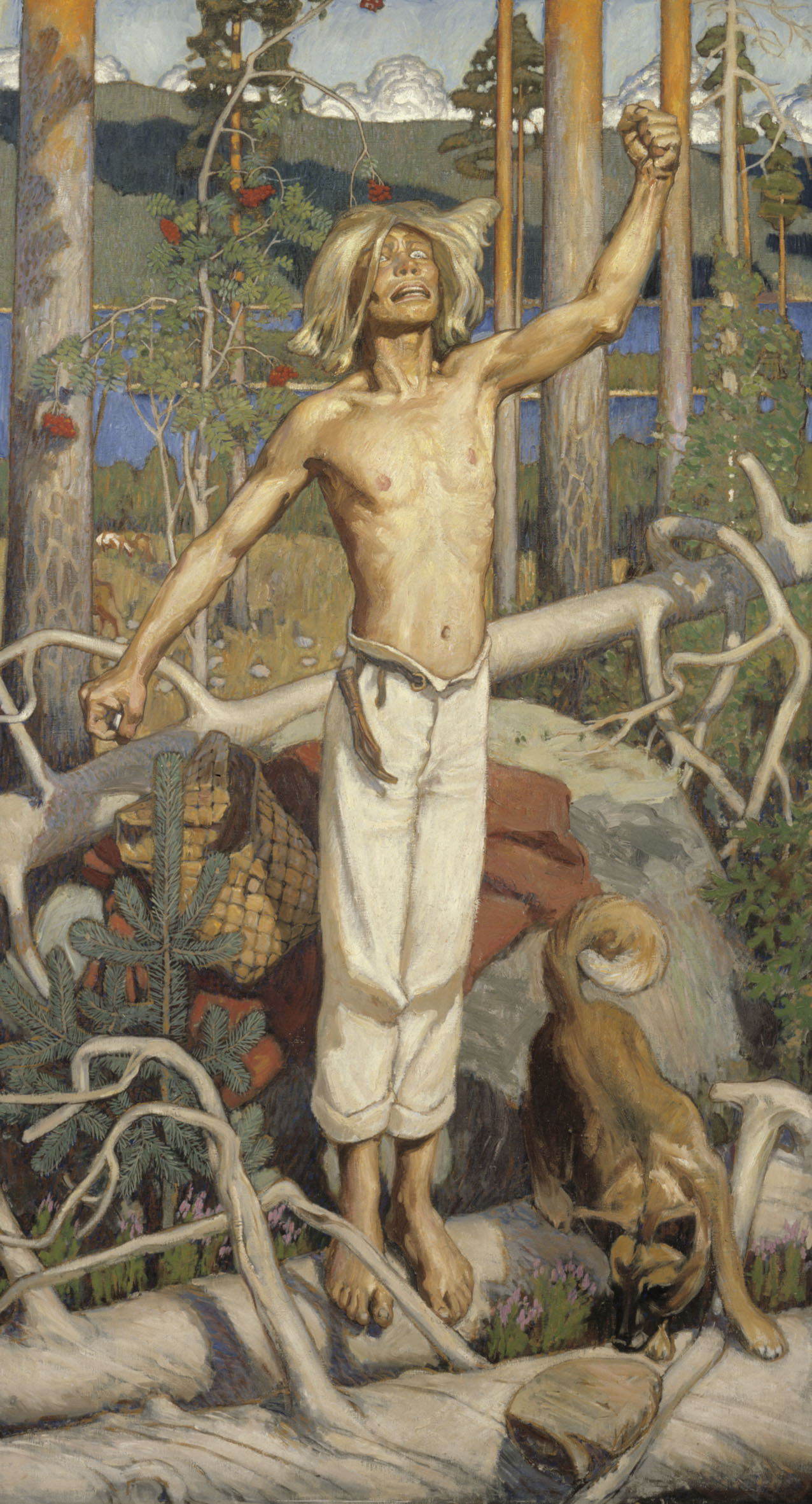
Maledizione di Gallen Kallela

## Le origini del mondo
La leggenda narra che, all'inizio del tempo, vivesse nel cielo una fanciulla di nome Ilmatar, la quale, stanca della solitudine in cui era costretta a vivere, discese verso il basso e qui vi trovò un mare infinito.
A quel punto, una forte tempesta la investi e fu sospinta tra i flutti e venne fecondata dal vento e dal mare.
La gravidanza fu lunghissima, durò settecento anni e fu non poco dolorosa, così dopo aver nuotato fino ai confini del mondo, Ilmatar iniziò a lamentarsi delle doglie, invocando anche il dio supremo Ukko. Dal cielo comparve un uccello in cerca di un luogo dove fare il nido, quando Ilmatar lo vide, alzò il ginocchio sopra il pelo dell'acqua ed il volatile vi si posò, facendo il nido e deponendo sei uova d'oro e una di ferro. Dopo tre giorni di cova, Ilmatar iniziò a sentire un caldo fortissimo che iniziò ad estendersi dal ginocchio a tutto il corpo, scosse l'arto e fece cadere il nido e le uova in acqua, queste si ruppero: la parte superiore divenne il firmamento, la parte inferiore la terra ferma, il tuorlo il sole, l'albume la luna, dando così inizio all'universo.
Dopo ulteriori nove anni di nuoto, Ilmatar alla decima estate iniziò una nuova opera di creazione con i promontori ed i fondali marini, ivi comprese le rocce e la vegetazione. Nel ventre della madre era ancora il figlio non nato di nome Väinämöinen, che nel frattempo era invecchiato per la lunghissima gestazione e si agitava per uscire, dopo inutili implorazioni si dette da fare e finalmente venne al mondo tuffandosi nel mare infinito.

### La struttura del mondo
| A Cupole del cielo B Stella del nord C Colonna del cielo |  | D Kinahmi, il Gorgo E La regione del nord, il Pohjola F Mondo abitabile |  | G Lintukoto al bordo del mondo H La terra dei morti, Tuonela, sotto terra |

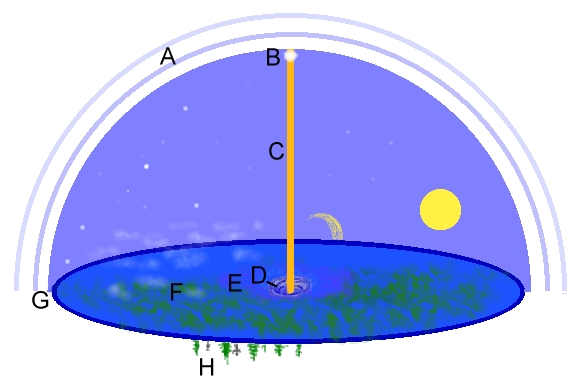
La struttura del mondo secondo la mitologia finlandese

Si supponeva che il mondo avesse avuto originariamente la forma di un uovo di uccello, poi esploso. Il cielo era il guscio di quest'uovo, sorretto da un'alta colonna al polo nord, sotto la Stella Polare.
I movimenti delle stelle erano spiegati con la rotazione della cupola del cielo attorno alla stella polare; questo movimento causava, però, anche la rotazione della colonna del cielo, la quale si immergeva nel mare. In corrispondenza del polo nord, quindi, dove si trovava la colonna, c'era un grande gorgo, attraverso il quale le anime dei morti raggiungevano la terra dei morti, Tuonela.
La Terra era probabilmente creduta essere piatta, anche se non abbiamo espliciti riferimenti a questo fatto. Sul bordo della Terra c'era il Lintukoto, "la casa degli uccelli", una regione calda nella quale gli uccelli vivevano durante l'inverno, quando i finlandesi vedevano migrare gli uccelli al sud. La Via lattea era chiamata "Linnunrata" in finlandese.
Gli uccelli avevano un significato importante nella mitologia finlandese; era un uccello, infatti, a portare, alla nascita, l'anima di un bambino, ed era sempre un uccello che la portava via al momento della morte. In alcune aree era in un uso tenere vicino al letto una statuina in legno di un uccello, per propiziarsi questa figura, ed impedire all'anima di fuggire durante il sonno, proteggendola nei percorsi del sogno.

### Tuonela, la terra dei morti
La versione finlandese dell'Ade greco, è Tuonela, la terra dei morti. Era pensato come un fiume fiammeggiante sotterraneo, scuro e senza vita, dove tutte le anime finivano dopo la morte, senza distinzioni di merito. Una bravo sciamano poteva viaggiare sul Tuonela, attraverso il raggiungimento di stati alterati di coscienza, dove poteva chiedere i consigli e la guida degli antenati.

### Ukko, il dio del cielo e del tuono
Ukko ("vecchio uomo") era il dio del cielo, del tempo atmosferico e dei raccolti. È senza dubbio il dio più importante della mitologia finlandese, e parole ancora oggi in uso, come ukkonen ("tuono"), derivano dal suo nome. Egli fa le sue apparizioni nel mito mai in forma umana, ma soltanto attraverso manifestazioni naturali.
Le armi di Ukko sono un martello, un'ascia e una spada, attraverso la quale egli lancia le sue saette. L'animale simbolo del dio è la vipera.

## Letteratura mitologica
- Il Kalevala è un poema epico, scritto da Elias Lönnrot e che riunisce molte delle leggende, canti popolari e poemi finlandesi in un unico testo ed è considerato dai finlandesi come l'epopea nazionale del loro popolo.
- La Mythologia Fennica (1789) di Christfrid Ganander, prima trattazione scientifica di ampio respiro sulla mitologia finlandese e, insieme, una delle sue più preziose fonti a monte dell’imponente lavoro di riorganizzazione effettuato da Elias Lönnrot per il suo Kalevala. (Mitologia Finnica, trad. it. Luca Taglianetti in collaborazione con Marcello Ganassini, Vocifuoriscena, Viterbo, 2018, ISBN 9788899959173).
- Il cigno di Tuonela è un poema sinfonico, scritto dal compositore finlandese Jean Sibelius e fa parte della suite delle "Quattro leggende dal Kalevala".

### Pantheon mitologico finlandese
La mitologia finlandese descrive il seguente pantheon:
- Jumala, Dio del cielo e Dio supremo[9]
- Ukko ("vecchio uomo") dio del cielo, del tempo atmosferico, del tuono e dei raccolti[10]
  - Akka ("vecchia signora"), dea della fertilità femminile, forza e sessualità. È la moglie (o controparte femminile) di Ukko[11]

### Esseri mitologici, divinità ed eroi leggendari
- Ahti (oppure Ahto), dio delle profondità e fornitore del pesce[12]
- Ajatar (oppure Ajattara), uno spirito maligno della foresta
- Akka ("vecchia signora"), spirito femminile e controparte (oppure moglie) di Ukko. Dea della fertilità femminile, forza e sessualità[11]
- Äkräs, dio della fertilità e protettore delle piante, specialmente delle rape
- Antero Vipunen, un gigante protettore della profonda conoscenza e della magia[13]
- Hiisi, spirito malvagio o demone associato alle foreste, ai corsi d'acqua ed alle colline[14]
- Iku-Turso, un malevolo mostro del mare
- Ilmarinen, il grande fabbro e costruttore del paradiso. Forgiò il Sampo[15]. In origine era uno spirito d'aria
- Ilmatar (oppure Luonnotar ed anche Kave), spirito femminile dell'aria e figlia dello spirito primordiale della creazione. Madre di Väinämöinen nel Kalevala[16]
- Jumala, nell'antichità pagana era il nome generico della divinità maggiore e dopo la cristianizzazione è diventata la parola finlandese con cui si indica Dio[9]
- Kaleva (conosciuto anche come Osmo o Osmoinen che significa "Padre degli uomini"[17]), corrisponde al padre degli eroi del popolo finnico e lui stesso eroe eponimo[17].
- Kalevanpoika (figlio/uomo di Kaleva), un eroe gigante in grado di abbattere intere foreste o rasare immense praterie che corrisponde all'eroe epico estone Kalevipoeg
- Kave, anticamente considerato il dio del cielo ed in seguito la divinità del ciclo lunare. Padre di Väinämöinen. A volte citato anche come Kaleva
- Kullervo, un antieroe della tragedia utilizzato come modello da Túrin Turambar nell'opera di Tolkien Silmarillion
- Kuu, dea della Luna[18]
- Lemminkäinen (oppure Ahti, Ahti Saarelainen, Kauko, Lemminpoika ed anche Kaukomieli), un eroe arrogante[12]
- Lempi, spirito dell'amore passionale e padre di Lemminkäinen nel Kalevala[19]
- Lempo, originariamente nome associato ad uno spirito della fertilità. Con l'avvento del cristianesimo divenne uno spirito errante che rappresenta l'amore capriccioso e che può diventare pericoloso
- Lalli, (anche Laurentius, Lauri o Lalloi) era un contadino finlandese, probabilmente leggendario, considerato l'assassino del vescovo Enrico di Uppsala sul ghiaccio del lago Köyliönjärvi nei pressi di Köyliö in Finlandia, il 20 gennaio 1156
- Louhi, la matriarca del Pohjola, tenutaria dell'oltretomba
- Loviatar, la figlia cieca di Tuoni e madre delle Nove malattie (oppure disgrazie)
- Luonnotar, (oppure Ilmatar ed anche Kave) spirito femminile dell'aria e figlia dello spirito primordiale della creazione
- Menninkäinen, uno spirito di fata oppure un tipo di gnomo
- Metsänväki, spirito della foresta, oppure creatura della foresta
- Mielikki, moglie di Tapio e dea della foresta
- Nyyrikki, spirito della caccia e figlio di Tapio[20]
- Näkki, uno spirito d'acqua mutaforma che assume sembianze umane. Nei popoli germanici la sua figura equivale a Nix
- Otso, spirito degli orsi
- Pekko (oppure Pellon Pekko), dio delle colture, specialmente dell'orzo, delle miscele e della birra
- Perkele, il Diavolo. In origine era il dio del tuono ma fu demonizzato con l'avvento della religione cristiana
- Pellervo (oppure Sampsa Pellervoinen), figlio del campo, genio e guardiano della fertilità del terreno[21]
- Pihatonttu (oppure tonttu), in origine il guardiano del cortile ed in seguito alla diffusione del cristianesimo il nome rappresenta i folletti del natale
- Piru, spirito malvagio
- Päivätär, signora (o vergine, oppure dea) del giorno
- Raako, dio careliano del tempo o delle fasi della luna
- Surma, personificazione della morte violenta
- Saunatonttu, il guardiano della sauna
- Tapio, dio della foresta[22]
- Tellervo, spirito della foresta e figlia di Tapio e Mielikki[23].
- Tonttu (oppure Pihatonttu), in origine il patrono della terra coltivata e mantenitore dei lotti (oppure sacchi od anche raccolti) od un guardiano generico ed in seguito alla diffusione del cristianesimo il nome rappresenta i folletti del Natale
- Tuonetar (oppure Manalatar), moglie di Tuoni e regina del Tuonela (l'oltretomba)[24]
- Tuoni, personificazione della morte. Nel Kalevala è anche il nome del fiume della terra dei morti
- Tursas, spirito marino delle acque aiuta Väinämöinen nella semina delle prime piante del mondo[25]. Come dio della guerra potrebbe corrispondere al norvegese Týr ed al germanico Tîwaz
- Tuulikki, spirito del vento e figlia di Tapio e Mielikki[26]
- Tuuri (oppure Palvonen), dio delle nubi e dei fenomeni atmosferici e corrispondente al dio norreno Þórr[27]
- Ukko ("vecchio") Dio del cielo e signore supremo[28]
- Vellamo, moglie di Ahti e dea dei mari, laghi e tempeste
- Veden Emo ("madre delle acque"), dea delle acque careliana
- Väinämöinen, il vecchio saggio che possiede una voce magica e potente. Corrisponde all'estone Vanemuine. Di posizione centrale nel folclore finlandese ed uno dei protagonisti del Kalevala

### Luoghi mitologici
- Aarnivalkea, il fuoco fatuo o fiamma eterna che segnava il punto del tesoro sepolto
- Kalevala, luogo dove si svolgono le vicende dell'opera omonima
- Kyöpelinvuori (oppure Raatikko), luogo dove vanno a morire le donne vergini e luogo dove si incontrano le streghe
- Lintukoto, il posto in cui si credeva andassero vivere gli uccelli migratori durante l'inverno. Oggi lo stesso termine indica un luogo fortunato o felice
- Pohjola, il luogo d'origine. La terra del Nord
- Tuonela (oppure Tuoni, Manala o Mana), l'oltretomba. La terra dei morti

### Animali e piante mitologiche
- Orso, considerato il più sacro degli animali si dedicava a lui una festa (Peijainen) dopo la sua cattura ed il suo teschio veniva appeso ad un pino per favorirne il rientro in cielo del suo spirito
- Il cigno di Tuonela, mitico cigno le cui gesta sono descritte nel Kalevala
- L'alce di Hiisi, l'alce della divinità Hiisi che Lemminkäinen cerca di catturare nel Kalevala
- Iso tammi (la Grande Quercia), un albero di quercia gigantesco citato nel Kalevala e nei canti (runi) popolari

### Oggetti mitologici
- il Sampo, magico oggetto della contesa su cui si basa l'intera vicenda del Kalevala
- il Kantele, strumento a corde realizzato da Väinämöinen nel Kalevala
- la spada di Väinämöinen, che splende come il sole ed è incredibilmente affilata